# Großer Bösenstein
Großer Bösenstein (v překladu Velký zlý kámen) je nejvyšší vrchol Rottenmanských Taur patřících do pohoří Nízké Taury. Vrchol je díky vysoko položené Taurské silnici (silniční sedlo Hohentauern) jedním z nejsnáze dostupných vrcholů pohoří. Většinou je výstup na Großer Bösenstein spojován s přechodem této části Nízkých Taur. Jedná se o technicky jednoduchou túru pro široké spektrum vysokohorských turistů.

## Poloha
Vrchol leží západně od vysokohorské silnice spojující město Trieben se sedlem Hohentauern (1 274 m) v Rottenmannských Taurech v Rakousku, ve spolkové zemi Štýrsko. Jedná se o kulminační bod krátkého hřebene Trieben Tauern, táhnoucího se od Großer Bösensteinu až k úpatím hor nad městem Rottenmann v údolí Ennstal.

## Výstup a náročnost
Výstup je možný z několika stran. Jedna varianta je ze silničního sedla Hohentauern přes chatu Edelrauterhütte (1 725 m) a druhý je hřebenem Trieben přes vrcholy Stein am Mandl a Hochhaide. V prvním případě se jedná o snadnou vysokohorskou turistiku. Přechod celého hřeben Rottenmannských Taur je klasickým trekem (nedostatek ubytovacích zařízení, malá frekvence turistů) ve velehorském terénu. Náročný je závěrečný přechod mezi Sonntagskarspitze a Großer Bösensteinem, který je místy dost technický a exponovaný.
Délka: Hohentauern – Edelrauterhütte (1.30 hod.) – Kleiner Bösenstein – Großer Bösenstein (2.30 hod.) – sestup (3.30 hod.) Celkem 7.30 hod. Hřebenovka z Rottenmannu zabere přibližně 8–10 hod.

## Chaty
- Edelrauterhütte (1 725 m)
Chata leží nad jezerem Kleiner Scheiblsee. Založena byla v roce 1925. V roce 1964 byla ze sedla Hohentauern k chatě vystavěna mýtná silnice (5 km). Kapacita chaty je 70 lůžek. Je ve vlastnictví spolku Alpenverein.